# Knyk
Knyk (německy Knik) je obec v okrese Havlíčkův Brod v Kraji Vysočina. Žije zde 434 obyvatel.

## Části obce
- Knyk
- Rozňák

Ke Knyku patří také základní sídelní jednotka Pelestrov poblíž Rozňáku na silnici 38 a Český Dvůr (který má samostatné katastrální území) při silnici 344.

## Historie
První písemná zmínka o obci pochází z roku 1472. Od 30. dubna 1976 do 23. listopadu 1990 byla obec spolu se svou částí Rozňák součástí města Havlíčkův Brod.
| Rok            | 1869 | 1880 | 1890 | 1900 | 1910 | 1921 | 1930 | 1950 | 1961 | 1970 | 1980 | 1991 | 2001 |
| Počet obyvatel | 348  | 358  | 312  | 312  | 323  | 363  | 333  | 324  | 308  | 315  | 312  | 307  | 325  |

## Pamětihodnosti
- českodvorská kaplička z roku 1903, kulturní památka
- smírčí kříž v Českém Dvoře, kulturní památka
- kaplička na návsi v Knyku

## Galerie

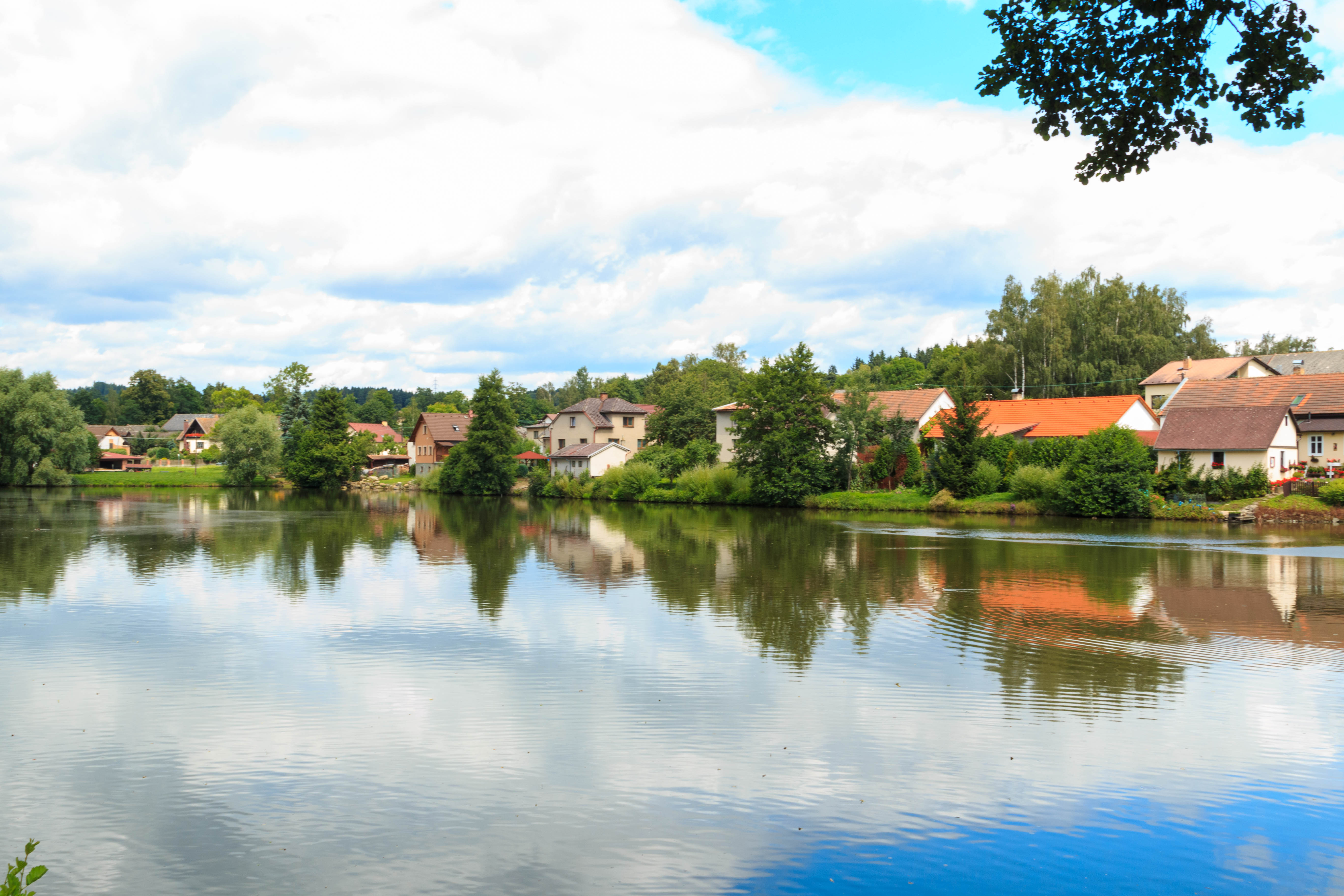
Knyk - rybník
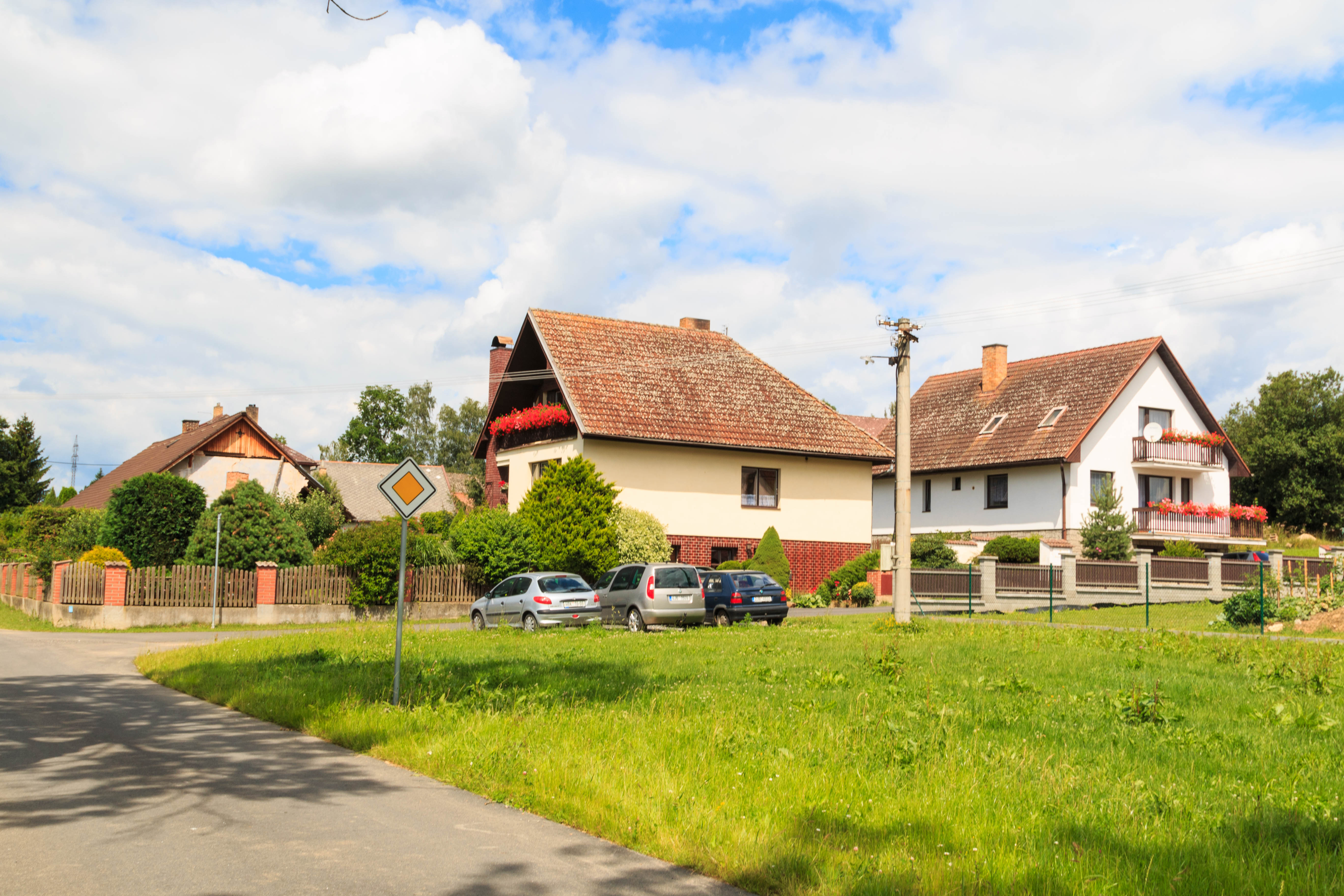
Knyk - čp. 99
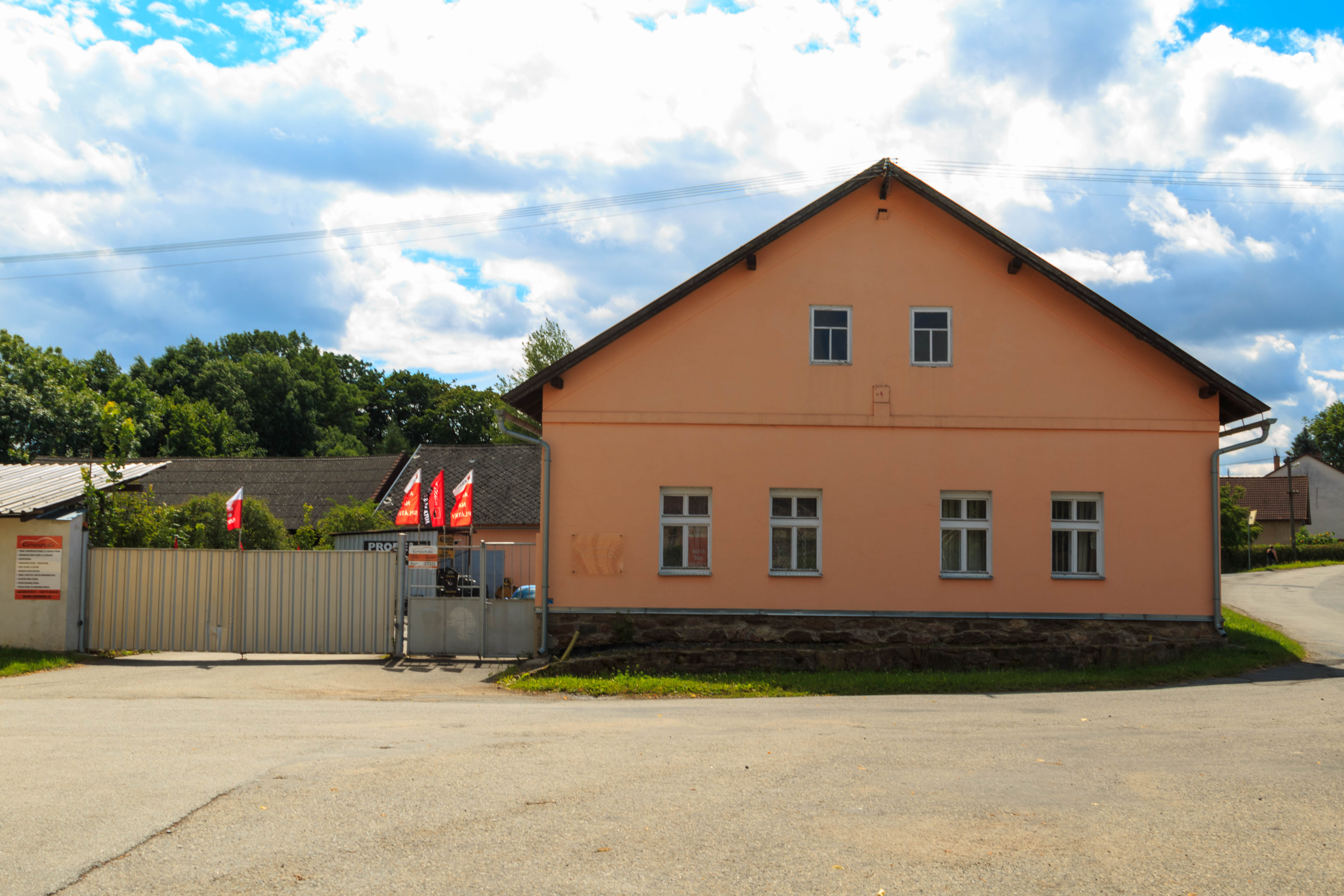
Knyk - čp. 4
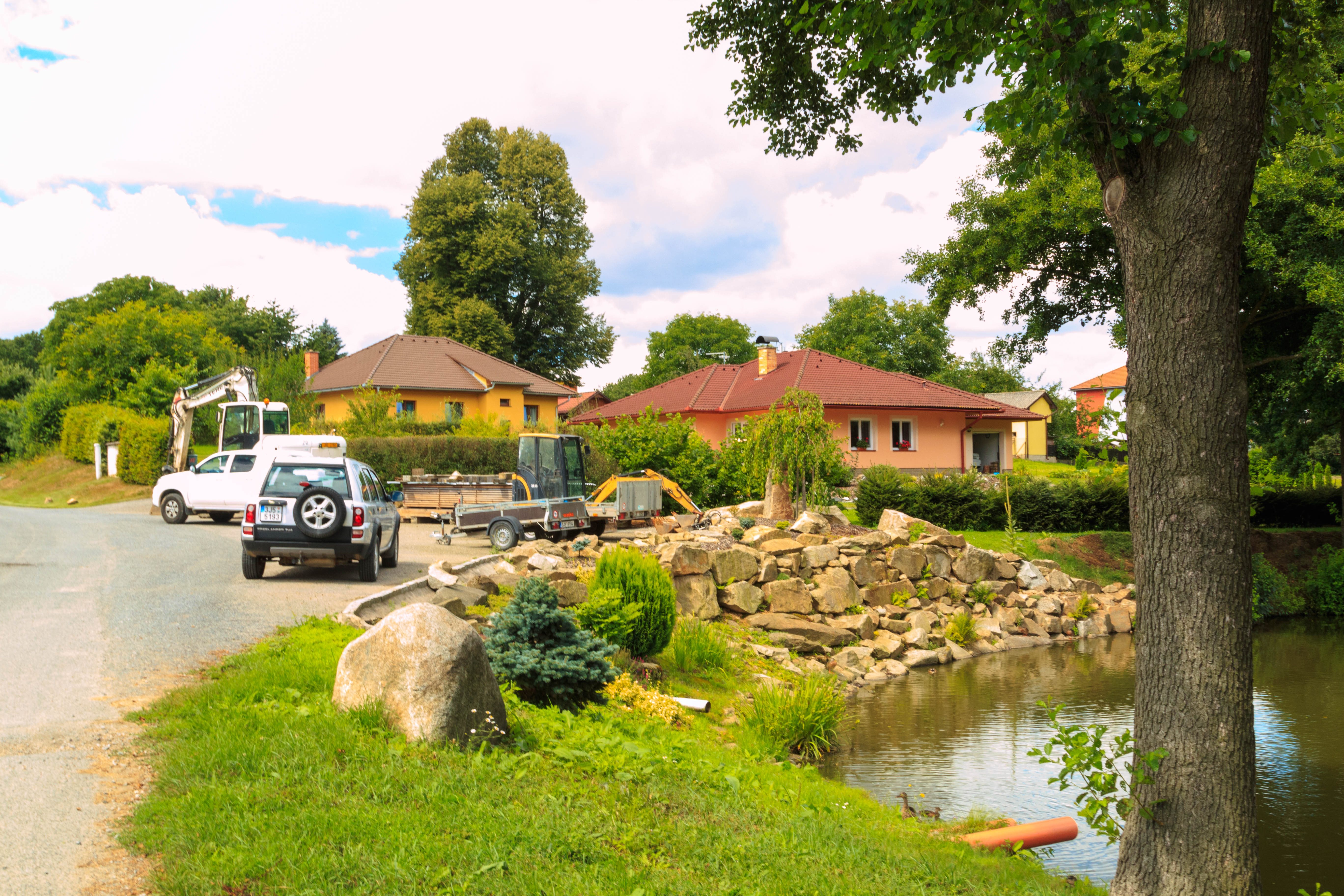
Knyk - čp. 97